# Awesome as Fuck
| Recensione | Giudizio |
| ---------- | -------- |
| AllMusic   |          |

Awesome as Fuck (conosciuto anche come Awesome as F**k) è il secondo Album dal vivo del gruppo musicale statunitense Green Day, pubblicato il 22 marzo 2011 dalla Reprise Records.
Il DVD è disponibile anche in Blu-ray Disc. È disponibile anche una versione contenente sia il CD che il DVD.

## Descrizione
È composto da un disco audio contenente brani registrati durante il 21st Century Breakdown World Tour che ha visto la band esibirsi in gran parte dei palazzetti e degli stadi del globo.
Il brano Cigarettes and Valentines, registrato a Phoenix, avrebbe dovuto essere incluso nell'album omonimo che sarebbe dovuto uscire nel 2003, ma mai pubblicato a causa del furto del master tapes da parte di ignoti.
Nel CD base sono contenute 17 tracce, mentre 19 o 20 possono essere trovate nelle versioni di digital download. Il DVD contiene 18 tracce, mostrando il filmato dei due spettacoli tenuti il 23 e il 24 gennaio 2010 al Saitama Super Arena di Saitama, in Giappone. È disponibile anche in Blu-Ray.

## Tracce
Tra parentesi il luogo della registrazione della traccia
CD
1. 21st Century Breakdown (Tokyo))
2. Know Your Enemy (Manchester)
3. East Jesus Nowhere (Glasgow)
4. Holiday (Dublino)
5. ¡Viva la Gloria! (Dallas)
6. Cigarettes and Valentines (Phoenix)
7. Burnout (Irvine)
8. Going To Pasalacqua (Chula Vista)
9. J.A.R. (Detroit)
10. Who Wrote Holden Caufield? (New York)
11. Geek Stink Breath (Saitama)
12. When I Come Around (Berlino)
13. She (Brisbane)
14. 21 Guns (Mountain View)
15. American Idiot (Montréal))
16. Wake Me Up When September Ends (Nickelsdorf)
17. Good Riddance (Time of Your Life) (Nickelsdorf)

Tracce bonus nelle edizioni digitali
1. Letterbomb (Chula Vista)
2. Christie Road (Hartford)

Tracce bonus nell'edizione deluxe di iTunes
1. Letterbomb (Chula Vista)
2. Christie Road (Hartford)
3. Paper Lanterns/2000 Light Years Away (Alpharetta)

### DVD
1. 21st Century Breakdown
2. Know Your Enemy
3. East Jesus Nowhere
4. Holiday
5. Static Age
6. ¡Viva la Gloria!
7. Boulevard of Broken Dreams
8. Burnout
9. Geek Stink Breath
10. Welcome to Paradise
11. When I Come Around
12. My generation
13. She
14. 21 Guns
15. American Eulogy
16. Jesus of Suburbia
17. Good Riddance (Time of Your Life)
18. Cigarettes and Valentines

 (Live a Phoenix)

## Classifiche
| Classifica (2011)          | Posizione massima |
| -------------------------- | ----------------- |
| Austria                    | 8                 |
| Belgio (Fiandre)           | 19                |
| Belgio (Vallonia)          | 20                |
| Canada                     | 12                |
| Danimarca                  | 17                |
| Finlandia                  | 20                |
| Francia                    | 19                |
| Germania                   | 5                 |
| Giappone                   | 11                |
| Grecia                     | 9                 |
| Italia                     | 4                 |
| Messico                    | 12                |
| Norvegia                   | 4                 |
| Nuova Zelanda              | 5                 |
| Paesi Bassi                | 9                 |
| Portogallo                 | 8                 |
| Regno Unito                | 14                |
| Regno Unito (rock & metal) | 1                 |
| Repubblica Ceca            | 5                 |
| Spagna                     | 5                 |
| Stati Uniti                | 14                |
| Stati Uniti (alternative)  | 4                 |
| Stati Uniti (rock)         | 4                 |
| Svezia                     | 9                 |
| Svizzera                   | 11                |
| Ungheria                   | 12                |